# إصابات الزاوية الخلفية الوحشية
إصابات الزاوية الخلفية الوحشية (إصابات PLC) للركبة هي إصابات في منطقة معقدة تحدث نتيجة تفاعل تراكيب متعددة. يمكن أن تكون إصابات الزاوية الخلفية الوحشية منهكة للشخص وتتطلب الاهتمام والعلاج لتجنب العواقب طويلة المدى. غالبًا ما تحدث إصابات الزاوية الخلفية الوحشية جنبًا إلى جنب مع إصابات أربطة الركبة الأخرى؛ الأكثر شيوعًا هو الرباط الصليبي الأمامي (ACL) والرباط الصليبي الخلفي (PCL). كما هو الحال مع أي إصابة، فإن فهم التشريح والتفاعلات الوظيفية للركن الخلفي الجانبي مهم لتشخيص الإصابة وعلاجها.

## العلامات والأعراض
غالبًا ما يشكو المرضى من الألم وعدم الاستقرار في المفصل. مع إصابات الأعصاب المتزامنة، قد يعاني المرضى من خدر ووخز وضعف في ثني الكاحل وبسط إصبع القدم الكبير، أو تدلي القدم.

### المضاعفات
فحصت دراسات متابعة من قبل ليفي وآخرون وستانارد وآخرون معدلات الفشل في إصلاحات الزاوية الخلفية الوحشية وإعادة بنائها. تراوحت معدلات الفشل في الإصلاح من 37 إلى 41% بينما كان معدل فشل عمليات إعادة البناء 9%. تشمل المضاعفات الجراحية الأخرى الأقل شيوعًا تجلط الأوردة العميقة (DVTs) والعدوى والنزف وتلف الأعصاب / الشرايين. أفضل طريقة لتجنب هذه المضاعفات هي معالجتها بشكل استباقي. يعالج تجلط الأوردة العميقة بشكل وقائي إما باستخدام الأسبرين أو أجهزة الضغط المتسلسلة (SCDs). في المرضى المعرضين لمخاطر عالية، قد تكون هناك حاجة للإعطاء الوقائي للهيبارين منخفض الوزن الجزيئي (LMWH). بالإضافة إلى ذلك، فإن خروج المريض من السرير وإسعافه بعد الجراحة بفترة وجيزة هو وسيلة جيدة للوقاية من الإصابة بجلطات الأوردة العميقة. عادة ما يتم السيطرة على العدوى عن طريق إعطاء 1 غرام من المضاد الحيوي سيفازولين (Ancef) قبل الجراحة. يعد فقدان الدم المفرط وتلف الأعصاب / الشرايين أمرًا نادر الحدوث في الجراحة ويمكن عادةً تجنبه بالتقنية والتنفيذ المناسبين؛ ومع ذلك، يجب تحذير المريض من هذه المضاعفات المحتملة، خاصة في المرضى الذين يعانون من إصابات خطيرة وتندب.

### الأسباب
الآليات الأكثر شيوعًا لإصابة الزاوية الخلفية الوحشية هي إصابة فرط التمدد (التلامس أو عدم الاتصال)، والرض المباشر للركبة الأمامية، وقوة التقوس غير الملامسة للركبة.

## الآلية
الهياكل الموجودة في الزاوية الخلفية الوحشية تشمل الظنبوب، الشظية، الفخذ الجانبي، الشريط الحرقفي الظنبوبي (شريط آي تي)، الرؤوس الطويلة والقصيرة لوتر العضلة ذات الرأسين الفخذية، الرباط الجانبي الشظوي (الوحشي) (FCL)، الوتر المأبضي، الرباط الأمامي السفلي للركبة (البوبلايتوس)، والوتر البطني الوحشي، والرباط الفوبيلي الشظوي. أبلغ عن أنه من بين هؤلاء، فإن أهم 3 مثبتات ثابتة للزاوية الخلفية الوحشية هي الرباط الجانبي الشظوي، والوتر المأبضي، والرباط الفوبيلي الشظوي وقد أفادت الدراسات أن هذه الهياكل تعمل معًا لتحقيق الاستقرار في الركبة عن طريق التقلب المقيد والدوران الخارجي والنقل الامامي المجمع مع الدوران الخارجي لها.

### العظام
العظام التي تتكون منها الركبة هي عظم الفخذ والرضفة والساق والشظية. في الزاوية الخلفية الوحشية، تعمل المعالم العظمية للظنبوب والشظية وعظم الفخذ كمواقع ربط للأربطة والأوتار التي تثبت هذا الجزء من الركبة. لا تلعب الرضفة دورًا مهمًا في الركن الخلفي الجانبي. الشكل العظمي للركبة الخلفية الوحشية، مع السطحين المحدبين المتقابلين للقمة الفخذية الجانبية ونتوء الظنبوب الجانبي، يكون هذا الجزء من الركبة غير مستقر بطبيعته مقارنة بالجانب الإنسي. وبالتالي، فإن خطر عدم الشفاء بشكل صحيح بعد الإصابة أعلى بكثير من الجانب الإنسي للركبة.

### الأربطة
يربط الرباط الجانبي الشظوي (FCL) عظم الفخذ بالشظية. يعلق على عظم الفخذ بالقرب من اللقيمة الوحشية الفخذية والخلفية ويمتد حوالي 70 مم أسفل الركبة ليرتبط بالرأس الشظوي. من 0° إلى 30° من ثني الركبة، يعد الرباط الجانبي الشظوي الهيكل الرئيسي الذي يمنع فتح التقوس في مفصل الركبة. يربط الرباط الفوبيلي الشظوي (PFL) العضلة المأبضية عند الالتقاء العضلي الوترى بالجزء الخلفي والأوسط من النتوء الإبري الشظوي. لها قسمان، أمامي وخلفي، وتعمل على تثبيت الركبة أثناء الدوران الخارجي. يتكون الرباط المحفظي الجانبي الأوسط الثالث من جزء من المحفظة الجانبية حيث يتكاثف ويمتد على طول عظم الفخذ، ويربط الجزء الأمامي فقط من الجزء العلوي من العضلة المأبضية عند اللقيمة الوحشية، ويمتد بعيدًا إلى الظنبوب ويربط الجزء الخلفي قليلًا من درنة جيردي و الأمامية للفجوة المأبضية. بالإضافة إلى ذلك، يحتوي على ملحق كبسولي في الغضروف المفصلي. يتكون من قسمين، مكون الغضروف المفصلي والمكون الغضروفي المسمى بالمناطق التي تمتد على التوالي. تشير الدراسات إلى أن الرباط المحفظي الأوسط الثالث يعمل كمثبت التقوس الثانوي في الركبة.

### الأوتار والعضلات
تتفرع كل من الرؤوس الطويلة والقصيرة للعضلة ذات الرأسين الفخذية إلى 5 أذرع ملحقة أثناء سيرها بعيدًا في الركبة. في الزاوية الخلفية الوحشية، يحتوي الرأس الطويل على 3 ملحقات تشريحية مهمة. يكون مرفق الذراع المباشر على النتوء الإبري الشظوي الخلفي الوحشي، والذراع الأمامي الجانبي للرباط الجانبي الشظوي والذراع الجانبي على الجزء الخلفي والجانبي من الرباط الجانبي الشظوي. يحتوي الرأس القصير للعضلة ذات الرأسين أيضًا على 3 أذرع مهمة في الزاوية الخلفية الجانبية. يعلق ذراع المحفظة بالمحفظة الخلفية الوحشية وكذلك الشظية، بشكل جانبي فقط للإبرة ويوفر ارتباطًا قويًا بالمحفظة، ووتر بطني جانبي، وطبقة محفظية من الشريط الحرقفي الظنبوبي. الرباط الفوبيلي الشظوي هو في الواقع سماكة للذراع المحفظية للعضلة ذات الرأسين الفخذية لأنها تمتد بعيدًا إلى الشظية. ترتبط الذراع المباشرة بالجانب الخلفي والجانبي للإبرة الشظوية. يعلق الذراع الأمامي على عظم القصبة في نفس موقع الرباط المحفظي الجانبي الأوسط الثالث وغالبًا ما يصاب في كسور سيجوند. أبلغ عن إصابات في أوتار العضلة ذات الرأسين الفخذية في المرضى الذين يعانون من عدم استقرار الدوران الأمامي الجانبي الأمامي.